# 东京幻都
《東京幻都》（又译作）是日本Falcom公司制作的动作角色扮演游戏，开发于PlayStation Vita平台，於2015年9月30日发售。
在尚未有官方中文版推出之前，曾經在網路上被玩家譯為「東京迷城」或「東京Xanadu」，玩家命名由來是2006年被譯為《迷城國度》這款由英特衛代理中文版的遊戲譯名。
2016年8月5日宣布推出中文版，分別是PSV版本的《東京幻都》，與增加新劇情與要素的PS4版本的《東京幻都 eX+》，将於2017年3月30日推出。2017年12月8日推出Windows版的《東京幻都 eX+》。2023年6月29日推出任天堂Switch版的《東京幻都 eX+》。

## 概要
本作是以Falcom公司初期名作《Xanadu》為命名靈感的新系列遊戲，也是创社以来首个以现实世界为背景的游戏。
标题中“京”字故意写作古字“亰”，是为了突出不协调感。
本作是Falcom第一次使用的正式動畫作為片頭，由3hz製作。

## 世界觀
本作以东京郊外的架空城市“杜宫市”为舞台，描写了在异界迷宫“Xanadu”中战斗的数名高中生的故事。“杜宫市”的原型为Falcom公司所在地立川市及多摩地域。

## 故事
故事的男主角，「時坂 洸」，在某個夜晚打工後回家時看見自己的同學，也就是故事女主角，「柊 明日香」被幾名不法分子纏上了，主角洸想英雄救美，跟著明日香到了一座天橋下，看見幾名不法分子正集體欺負著明日香，這時，天橋底下突然冒出一道紅色之門，也就是通往異界的門，幾名不法分子，明日香與洸都被捲入這道門內，在這道門的另一個世界，洸發現明日香並不是一個普通的學生，明日香擁有著洸無法想像的特殊力量。從此開始，洸也因此而改變了自己的日常生活，在明日香的帶領下，解決一道道的異界之門……

## 登場人物
時坂 洸（トキサカ・コウ）
CV：淺沼晉太郎

本作主角，17歲，杜宮學園高中二年生。雖然外表給人的感覺不太友善，但其實是個看到遭遇困難的人就必定會率先出手相助的好人，常常因此陷入麻煩。
洸的雙親長期到海外出差，今年春天開始一個人住在東京郊區的杜宮市。在學校沒有參與社團，並用課餘時間從事各種打工。
某天，在打工結束的路上看到被不良少年糾纏的明日香，於是洸決定出手相助───
從此，他熟悉的日常發生了劇變......

柊 明日香（ヒイラギ・アスカ）
CV：嶋村侑

17歲，洸的同班同學兼班長，4 月剛從美國歸來。
是個成績優秀、相貌姣好、體育萬能卻從不高傲的全能美少女，表情冷淡，在班上深得信賴。
擁有長長的金髮，總是喜歡用手甩自己的長髮來表現自己的自信心。
然而，這一切都只是她扮演出來的另一面。
明日香雙親在10年前發生的「東京冥災」的那場戰鬥中不幸身亡，於是明日香在一家咖啡館裡寄宿。
其實她是受到某個擁有「靈魂裝置（ソウルデヴァイス）」的組織的命令，以學園生活為偽裝，調查在杜宮市夜晚發生的異界事件───
誤入不熟悉世界的洸，將與明日香攜手解開一切謎團...
郁島 空（イクシマ・ソラ）
CV：加隈亜衣
杜宮學園一年級生，15歲，洸和明日香的學妹，愛撒嬌，個性單純又認真。
父親為「郁島流」的師範，在父親的教導下， 空從小就展現出極高的武學才能。因為父親的教誨「趁著年輕拓展視野，找出屬於自己的道場吧！」而離開九州到東京上學。目前住在某棟公寓裡。
在校參與空手道社，每日都勤奮鍛鍊，但由於實力破格地強悍，再加上認真與毫無雜念的純真性格，因此和社團的學長姐略有嫌隙。
四宮 祐騎（シノミヤ・ユウキ）
CV：山下大輝
杜宮學園一年級生，15歲，洸和明日香的學弟，是個智商超過180，擅長寫程式和當駭客的天才學生。
雖然僅僅是一名高一學生，但已透過寫出的程式和買賣股票賺取大量金錢，目前獨自居住在城市內的一棟高級公寓內，打從心底輕視這個世界。
只為了取得畢業證書而保持最低出席率，因此與同儕間的關係疏離，校內並沒什麼人知道其為本校的學生。
開發出的Xi-Phone專用的占卜APP《神明大人所言甚是》在年輕人之間很有人氣，卻也因此替他招來了麻煩。

北都 美月（ホクト・ミツキ）
CV：山崎遙
18歲，杜宮學園三年級生兼學生會會長，同時也是日本大企業「北都集團」的千金。是洸與明日香的學姊。
擁有連明日香都羨慕的傲人身材，經常被學妹稱為「兩大姐姐」。
內心溫柔性格穩健，因自幼學習「帝王學」的關係，相當擅長交涉，口條伶俐。
由於作為集團第一後繼者的父親逝世，因此現任會長、同時也是美月祖父的「北都征十郎」對她抱以厚望，希望她能成為繼承人，卻也讓美月捲入與親戚間的繼承者問題。
與「黃道帶」、「異界」有所關聯，似乎也有明日香所屬組織的某些情報，但是......她真的可以信賴嗎？

高幡 志緒（タカハタ・シオ）
CV：鳥海浩輔
18歲，杜宮學園三年級生，體格壯碩、實力強悍的杜宮學園頭號不良少年。個性寡言直率，不做毫無意義的爭吵，也不會做在街道上徘徊閒晃之類浪費生命的事情。
過去曾是知名幫派「BLAZE」的首領，並深受成員愛戴。一年前因為某個事件而退出組織。
雖有謠傳組織已經在該事件之後解散，但現在似乎又有人打著「BLAZE」的名號在各地引起事件......
如今，他該怎麼去面對早該遺忘的過去的糾纏？

玖我山 璃音（クガヤマ・リオン）
CV：沼倉愛美
17歲，和洸同學年，杜宮學園二年級生，同時也是隸屬於人氣偶像團體「SPiKA」的現役高中生偶像。
雖然言行舉止給人感覺像小惡魔般調皮，四處散發著輕佻的態度，但其實是個不願認輸的努力家，每天都勤奮地磨練自己的歌藝。
在人前，平日也不會隱藏自己的身分而以偶像的姿態出門行動；但是和她獨處後，對見過她的人態度會大轉變，表現出她的真實面貌。
擁有很強大的歌唱實力，目前和「SPiKA」的成員競爭中心位置。
經常在獨自練歌時被洸打擾，對洸擁有特殊的感情。

倉敷 栞（クラシキ・シオリ）
CV：茅野愛衣
17歲，洸的青梅竹馬，同時也是同班同學。
看起來很柔弱，內心卻很堅強。喜歡洸，因為一直擔心他獨自一個人居住，所以有時會像母親那樣照顧他。
原本過著平凡的校園生活，但在某日捲入了杜宮市內發生的異界化事件...

伊吹 遼太（イブキ・リョウタ）
CV：阿部敦
17歲，洸的同班同學，和洸從小學開始已經是好朋友。
羡慕洸拥有比自己更好的女人缘，所以每次對洸和女生們在一起會感到不悅，尤其是璃音。
比起現在的高中生更加質樸的類型，愛逞強，憧憬著薔薇色的高中生活，某種意味上超健全的男生。
雖然是劍道社的成員，但老是優先考慮玩樂而翹掉社團活動。
個性隨意，有著不錯的人際關係但總是被發好人卡，遲遲沒辦法交到女朋友。

小日向 純（コヒナタ・ジュン）
CV：伊藤加奈惠
17歲，杜宮學園二年級生，洸的同學。體型比較嬌小而且看起來年幼，從外表上看很像女孩子，也因此常被當作為女生看待。
雖然個性比較怯弱，但如果和關係不錯的人在一起就會變得很健談。
有些宅，對最近流行的動畫和次元文化有些心得。

九重 永遠（ココノエ・トワ）
CV：野中藍
23歲，身材嬌小像中學生一樣的新任教師，是主角洸的表姊也是數學與情報處理的老師。一直都是竭盡全力的超努力類型。
雖然是新進教師，但馬上就開始教高二年級，同時也擔任委員會的顧問和輔佐著學年主任，其優秀的能力深受大家信賴。
周末會作為九重神社的巫女幫助祖父，並在其道場教導「九重流柔術」。
平常稱洸為「洸君」；但在校則改口「時坂君」，不過也有偶爾叫錯被周圍的人戲弄的時候。
她的角色造型，與同屬Falcom旗下的「閃之軌跡」系列中的托娃非常相似。

佐伯 吾郎（サエキ・ゴロウ）
CV：森川智之
28歲，杜宮學園的臨時英文老師，有著帥氣的臉龐和模特般的身高。
除了俊朗的外表外，為人知性又有幽默感，在女學生間有著超高人氣。
剛任職時受到男學生們的忌妒，不過熟悉之後會發現他其實對男女一視同仁，很好相處。這種讓人討厭不起來的性格也使他逐漸受到男學生們的信任。
興趣是在週末登山和探索各地古蹟，熱愛戶外活動。

## 评价
中国大陆杂志《游戏机实用技术》打出23/30分，称游戏系统如轨迹系列版繁复，战斗如伊苏系列般爽快。